# 中央劳动委员会
中央劳动委员会（日语：／ Chūō rōdō iinkai */?），是日本负责协调劳资关系的日本行政机关，属于厚生劳动省的外局。

## 沿革
- 1946年（昭和21年）3月1日：成立。
- 1988年（昭和63年）10月1日：与国营企业劳动委员会（日语：国営企業労働委員会）合并。

## 主要职责
中央劳动委员会的职责是根据《工会法》（日语：労働組合法）第 19 条之二第 2 款的规定倡导工人的团结和促进劳资关系的公平调整，并应：
1. 处理除海员以外的劳资纠纷协调
2. 处理除海员以外的劳资双方不公平劳动行为案件调查（依据《劳动组合法》第7条）
3. 除了海员工会以外的工会资格审查
4. 制定关于中央劳动委员会和都道府劳动委员会的规则